# Idaea isomorpha
Idaea isomorpha là một loài bướm đêm trong họ Geometridae.